# Parque nacional Ñacunday
El Parque Nacional Ñacunday es un parque nacional, ubicado en el Distrito de Ñacunday, Departamento de Alto Paraná, en  Paraguay, situado entre los 26º 03’ latitud; 54º 42´ longitud, con una superficie de 2.000 hectáreas
Su objetivo principal es la protección de su flora y fauna, mantener reservorios genéticos autóctonos, como así también la conservación de las regiones biogeográficas y la belleza escénica de las Cataratas del Ñacunday. Las zonas aledañas se hallan utilizadas preferentemente por los nativos de la parcialidad Mbyá Guaraní (que se encuentran dentro del parque), para recolección de leña, miel, frutas silvestres, plantas medicinales y ornamentales, también lo utilizan para la tradición indígena (ceremonial), como así también por los lugareños para la pesca artesanal y la caza de especies menores. La agricultura es la actividad predominante en la zona de amortiguamiento, y en menor escala la producción ganadera.
El parque nacional Ñacunday, situado entre los 26º 03’ latitud sur; 54º 42´ longitud oeste, con una superficie de 2.000 hectáreas, fue creado bajo la categoría de Bosque Protector por Decreto n.º 17.071 del 20 de agosto de 1975 con una extensión de 1000 hectáreas, incluyendo las Cataratas del Ñacunday y posteriormente ampliado por el Decreto n.º 16.146 del 18 de enero de 1993, que deroga el decreto anterior, introduciendo algunas modificaciones. Estas se refieren a la creación del parque nacional Ñacunday con 2.000 hectáreas, en reemplazo del Bosque Protector Ñacunday y del Bosque Protector Yacuy.

## Clima
Posee un clima tropical, con precipitaciones abundantes y bien distribuidas, con un promedio de 1.500 a 1.700 mm anuales, la temperatura media es de 21,5 °C, con vientos predominantes del cuadrante Norte, que corresponde a la ubicación biogeográfica de Bosque Lluvioso Brasileño, Ecorregión: Alto Paraná.

## Flora
La vegetación dominante del parque nacional Ñacunday es un Bosque Intermedio, compuesto de árboles que generalmente varían entre 15 y 20 metros, con abundancia de especies de las familias Meliaceae como el cedro (Cedrela fissilis), Katigua Pytâ (Trichilia catigua) familia Palmae que lo compone el palmito (Euterpe edulis) y de la Familia Myrtaceae conformado por ñangapiry (Eugenia uniflora), yvaporaity (Myrciaria rivularis) seguida por el bosque alto con árboles, compuestos exclusivamente de especies latifoliadas. Este tipo de masa boscosa es reconocible por su apariencia general y su fisonomía, con ejemplares de hasta 35 metros de altura, donde predominan las especies de las familias, Leguminosae como el Yvyrá Pytâ (Peltophorum dubium), yvyrá ro (Pterogyne nitens) familia Boraginaceae, compuesto por petereby (Cordia dichotoma), seguida por la familia Moraceae, como el Tatajyva (Chlorophora tinctoria) y el Amba´y ( Cecropia pachystachya trécul). Además de estas formaciones forestales el parque posee un bosque ribereño, con especies arbóreas de menor tamaño, representados por la familia Euphorbiaceae, este tipo de bosque presenta también diversidad de helechos, los mismos son de tamaño variable, que sirven de soporte para algunas orquídeas.

## Fauna
La fauna del parque nacional Ñacunday, está representado por diversas especies de mamíferos, aves, roedores y reptiles; como el área protege un tramo del Río Ñacunday, y se trata de un curso hídrico de importancia por su extensión y caudal, existe una rica y variada fauna ictícola, especialmente en la desembocadura con el Paraná.

## Hidrografía
El parque nacional Ñacunday protege nacientes de agua, arroyos, y un tramo del Río Ñacunday, afluente del río Paraná, y las Cataratas del Ñacunday considerado el más importante del país tras la desaparición de los Saltos del Guairá. El salto de aproximadamente 40 metros de altura y 70 metros de ancho que se encuentra a unos 1000 metros de la desembocadura del Río Paraná, bajo la cascada tiene una isla que se formó con viejas jangadas de rollos de árboles que cayeron al precipicio. El uso que se realiza del mismo, es la provisión de agua para las actividades de la familia de la parcialidad Mbyá Guaraní. Ocasionalmente el río Ñacunday es utilizado con fines recreativos.